# インフェルヌス

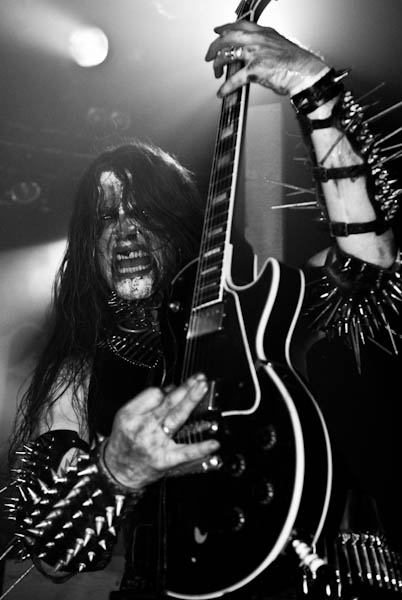
2009年

ロジャー・ティーグス（Roger Tiegs、1972年7月18日 - ）は、シーン名「インフェルヌス（Infernus）」としても知られるノルウェーのブラックメタルミュージシャン。1992年にブラックメタル・バンド「ゴルゴロス」のメンバー。またForces of Satan Recordsの創設者兼代表者でもある。主にギタリストとして活動するインフェルヌスだが、ゴルゴロスをはじめとするバンドの作品には、ベーシスト、ドラマー、ボーカリストとしても参加している。

## 来歴
インフェルヌスは1992年、サンフィヨルドでブラックメタル・バンド、ゴルゴロスを結成した。結成のきっかけは「悪魔との契約」だったとされている 。ゴルゴロスの最初のデモ『A Sorcery Written in Blood』は1993年にリリースされ、バンドはフランスのレーベル、エンバシー・プロダクションズとレコード契約を結んだ。